# قمة كامب ديفيد 2000
عقدت قمة كامب ديفيد 2000 في كامب ديفيد بين الرئيس الأمريكي بيل كلينتون ورئيس الوزراء الإسرائيلي إيهود باراك ورئيس السلطة الفلسطينية ياسر عرفات. وقد عقدت القمة في الفترة من 11 إلى 25 يوليو 2000 وكانت محاولة لإنهاء الصراع الإسرائيلي - الفلسطيني. القمة انتهت بدون اتفاق.

## القمة
وكان الرئيس الأمريكي بيل كلينتون قد أعلن في 5 يوليو 2000 دعوته لرئيس الوزراء الإسرائيلي ايهود باراك والرئيس الفلسطيني ياسر عرفات لزيارة كامب ديفيد (ميريلاند) لمواصلة مفاوضاتهما حول عملية السلام في الشرق الأوسط. كان هناك سابقة أتت بنتائج في كامب ديفيد 1978 حيث استطاع الرئيس جيمي كارتر التوسط في اتفاق سلام بين مصر ممثلة بالرئيس محمد أنور السادات وإسرائيل ممثلة برئيس الوزراء مناحم بيغن. وكانت اتفاقات أوسلو لعام 1993 بين رئيس الوزراء الإسرائيلي إسحاق رابين الذي اغتيل فيما بعد ورئيس منظمة التحرير الفلسطينية ياسر عرفات قد نصت على ضرورة التوصل إلى اتفاق حول جميع القضايا العالقة بين الجانبين الفلسطيني والإسرائيلي، أو ما يسمى بتسوية الوضع النهائي، في غضون خمس سنوات من تنفيذ الحكم الذاتي الفلسطيني. بيد ان العملية الانتقالية التي تمت في ظل اوسلو لم تف بالتوقعات الفلسطينية أو الإسرائيلية.
في 11 يوليو، عقد مؤتمر قمة كامب ديفيد 2000 على الرغم من أن الفلسطينيين اعتبروا أن هذا المؤتمر سابق لأوانه. حتى أنهم رأوه كفخ واختتمت القمة في 25 يوليو دون التوصل إلى اتفاق. وفي ختامه، صدر بيان ثلاثي يحدد المبادئ المتفق عليها لتوجيه المفاوضات في المستقبل.

## المفاوضات

تصافح رئيس الوزراء الاسرائيلي إيهود باراك والرئيس الفلسطيني ياسر عرفات في البيت الأبيض في واشنطن.

استندت المفاوضات إلى نهج كل شيء أو لا شيء، بحيث «لم يعتبر شيئاً متفقاً عليه وملزماً حتى يتم الاتفاق على كل شيء». وكانت المقترحات، في معظمها، شفوية. وبما أنه لم يتم التوصل إلى اتفاق وعدم وجود سجل رسمي مكتوب للمقترحات، لا يزال هناك بعض الغموض بشأن تفاصيل مواقف الطرفين بشأن مسائل محددة.
وفشلت المحادثات في النهاية في التوصل إلى اتفاق حول قضايا الوضع النهائى:
- الأرض
- القدس و‌الحرم القدسي
- اللاجئين و‌حق الفلسطينيين في العودة
- الترتيبات الأمنية
- المستوطنات

### الأرض
اشار المفاوضون الفلسطينيون إلى انهم يريدون سيادة فلسطينية كاملة على الضفة الغربية و‌قطاع غزة باكملها، بالرغم من انهم سيبحثون تبادلا ثنائيا للاراضى مع إسرائيل. وكان موقفهم التاريخي هو أن الفلسطينيين قد توصلوا بالفعل إلى تسوية إقليمية مع إسرائيل بقبولهم حق إسرائيل في 78% من «فلسطين الانتدابية»، وقبول دولتهم على الـ 22% المتبقية من هذه الأرض. وقد عبر فيصل الحسيني عن هذا الإجماع عندما قال: 'لا يمكن أن يكون هناك حل وسط حول الحل الوسط'. واكدوا ان القرار رقم 242 يدعو إلى الانسحاب الاسرائيلى الكامل من هذه الاراضى التي استولت عليها في حرب الايام الستة في اطار تسوية سلمية نهائية. وفي عام 1993 قبل المفاوضون الفلسطينيون حدود الخط الاخضر / خطوط التماس لعام 1949 / بالنسبة للضفة الغربية بيد ان الإسرائيليين رفضوا هذا الاقتراح وعارضوا التفسير الفلسطينى للقرار رقم 242. فإسرائيل تريد ضم الكتل الاستيطانية العديدة على الجانب الفلسطيني من الخط الأخضر، وهي تشعر بالقلق لأن العودة الكاملة إلى حدود عام ١٩٦٧ تشكل خطرا على أمن إسرائيل. ويختلف التعريف الفلسطيني والإسرائيلي للضفة الغربية بنسبة 5 في المائة تقريبا من المساحة البرية، لأن التعريف الإسرائيلي لا يشمل القدس الشرقية (71 كيلومترا مربعا) والمياه الإقليمية للبحر الميت (195 كيلومترا مربعا) والمنطقة المعروفة باسم «الأرض المحايدة» (٥٠ كيلومترا٢ قرب اللطرون).
واستناداً إلى التعريف الإسرائيلي للضفة الغربية، عرض باراك إقامة دولة فلسطينية مبدئياً على 73% من الضفة الغربية (أي 27% أقل من حدود الخط الأخضر) و100% من قطاع غزة. وخلال ما بين 10 و25 عاما، ستتوسع الدولة الفلسطينية إلى الحد الاقصى وهو 92 في المائة من الضفة الغربية (91 في المائة من الضفة الغربية و1 في المائة من مبادلة الاراضى). من الناحية الفلسطينية هذا يعادل عرض دولة فلسطينية بحد أقصى 86 في المائة من الضفة الغربية.
وفقا للمكتبة اليهودية الافتراضية، فإن إسرائيل كانت ستنسحب من 63 مستوطنة. ووفقاً لروبرت إيستوك، فإن إسرائيل لن تحتفظ سوى بالمستوطنات التي تضم عدداً كبيراً من السكان. يقول رايت إنه سيتم تفكيك البقية، باستثناء كريات أربع (المتاخمة لمدينة الخليل المقدسة)، التي ستكون جيبا إسرائيليا داخل الدولة الفلسطينية، وسيتم ربطها بإسرائيل بطريق التفافي. وسيتم تقسيم الضفة الغربية في المنتصف بطريق تسيطر عليه إسرائيل من القدس إلى البحر الميت، مع حرية مرور الفلسطينيين، بالرغم من ان إسرائيل تحتفظ بحق اغلاق الطريق للمرور في حالة الطوارئ. وفي المقابل، ستسمح إسرائيل للفلسطينيين باستخدام طريق سريع في النقب لربط الضفة الغربية بغزة. يقول رايت ان الاقتراح الاسرائيلى سيربط الضفة الغربية وقطاع غزة بطريق سريع مرتفع وخط سكة حديد مرتفع يمر عبر النقب ويضمن مرورا امنا وحرا للفلسطينيين. هذه ستكون تحت سيادة إسرائيل، وإسرائيل تحتفظ بالحق في إغلاقها للمرور في حالة الطوارئ.

### القدس
وقد ثار نزاع إقليمي شديد الضراوة حول الوضع النهائي للقدس. وكان القادة غير مستعدين للدور المركزي الذي ستضطلع به قضية القدس بشكل عام والنزاع حول جبل الهيكل بشكل خاص في المفاوضات. وأصدر باراك تعليماته إلى مندوبين له بالتعامل مع النزاع على أنه «القضية المركزية التي ستقرر مصير المفاوضات» في حين حذر عرفات وفده من «عدم التزحزح عن هذا الشيء الواحد: الحرم (جبل الهيكل) أغلى من كل شيء آخر». وفي افتتاح كامب ديفيد، حذر باراك الأميركيين من أنه لا يستطيع قبول منح الفلسطينيين أكثر من مجرد سيادة رمزية محضة على أي جزء من القدس الشرقية.
وطالب الفلسطينيون بالسيادة الكاملة على القدس الشرقية ومواقعها المقدسة، وخاصة المسجد الاقصى وقبة الصخرة، الواقعين على الحرم الشريف، وهو موقع مقدس في الإسلام واليهودية، وتفكيك جميع المستوطنات الإسرائيلية المبنية على الخط الاخضر. وكان الموقف الفلسطيني، طبقا لما ذكره محمود عباس، في ذلك الوقت كبير مفاوضي عرفات، هو أنه: "يجب إعادة القدس الشرقية بالكامل إلى السيادة الفلسطينية. ولابد من وضع الحي اليهودي والجدار الغربي تحت السلطة الإسرائيلية، وليس تحت السيادة الإسرائيلية. بحيث تكون القدس مدينة مفتوحة ويتعاون الجانبين في الخدمات البلدية.

### حق العودة
بسبب الحرب العربية الإسرائيلية الأولى، فر عدد كبير من العرب الفلسطينيين أو طردوا من منازلهم داخل ما هو الآن إسرائيل. وبلغ عدد هؤلاء اللاجئين ما يقرب من 711,000 إلى 725,000 في ذلك الوقت. واليوم، يبلغ عددهم وذريتهم نحو سبعة ملايين نسمة، يشكلون نحو نصف الشعب الفلسطيني. ومنذ ذلك الوقت، طالب الفلسطينيون بالتنفيذ الكامل لحق العودة، ما يعني منح كل لاجئ خيار العودة إلى منزله، مع استعادة الممتلكات، والحصول على تعويض. وأكد الإسرائيليون أن السماح بحق العودة إلى إسرائيل بشكل صحيح، وليس للدولة الفلسطينية المنشأة حديثا، سيعني تدفق الفلسطينيين الذي من شأنه أن يغير بشكل أساسي التركيبة السكانية لإسرائيل، مما يعرض للخطر الطابع اليهودي لإسرائيل ووجودها ككل.
وفي كامب ديفيد، حافظ الفلسطينيون على مطالبتهم التقليدية بتنفيذ حق العودة. وطالبوا إسرائيل بالاعتراف بحق جميع اللاجئين الراغبين في الاستقرار في إسرائيل، ولكن لمعالجة المخاوف الديموغرافية لإسرائيل، وعدوا بأن حق العودة سينفذ عبر آلية يتفق عليها الجانبان، والتي ستحاول توجيه غالبية اللاجئين بعيداً عن خيار العودة إلى إسرائيل. وفقًا للولايات المتحدة وزيرة الخارجية مادلين أولبرايت، كان بعض المفاوضين الفلسطينيين على استعداد لمناقشة حد خاص لعدد اللاجئين الذين سيسمح لهم بالعودة إلى إسرائيل. وأضافوا أن الفلسطينيين الذين اختاروا العودة إلى إسرائيل سيفعلون ذلك تدريجيا، حيث تستوعب إسرائيل 150 ألف لاجئ كل عام.
ونفى المفاوضون الإسرائيليون أن تكون إسرائيل مسؤولة عن مشكلة اللاجئين، وأعربوا عن قلقهم من أن أي حق في العودة سيشكل تهديدا للطابع اليهودي لإسرائيل. وفي المقترح الإسرائيلي، سيسمح بحد أقصى قدره 100,000 لاجئ بالعودة إلى إسرائيل على أساس اعتبارات إنسانية أو لم شمل الأسر. سيتم تسوية جميع الأشخاص الآخرين المصنفين على أنهم لاجئون فلسطينيون في مكان سكنهم الحالي، الدولة الفلسطينية، أو بلدان الطرف الثالث. وستساعد إسرائيل في تمويل إعادة توطينهم واستيعابهم. وسيتم إنشاء صندوق دولي قدره 30 مليار دولار، تساعد إسرائيل على المساهمة فيه، إلى جانب بلدان أخرى، من شأنه أن يسجل المطالبات بالتعويض عن الممتلكات التي خسرها اللاجئون الفلسطينيون ويسدد مدفوعات في حدود مواردها.

### الترتيبات الأمنية
واقترح المفاوضون الإسرائيليون السماح لإسرائيل بإنشاء محطات رادار داخل الدولة الفلسطينية، والسماح لها باستخدام مجالها الجوي. كما أرادت إسرائيل الحق في نشر قوات على الأراضي الفلسطينية في حالة الطوارئ، وتمركز قوة دولية في غور الأردن. وستحافظ السلطات الفلسطينية على مراقبة المعابر الحدودية تحت المراقبة الإسرائيلية المؤقتة. وستحافظ إسرائيل على وجود أمني دائم على طول 15% من الحدود الفلسطينية الأردنية. كما طالبت إسرائيل بتجريد الدولة الفلسطينية من السلاح باستثناء قواتها الأمنية شبه العسكرية، وأنها لن تقوم بتحالفات دون موافقة إسرائيلية أو تسمح بإدخال قوات أجنبية غرب نهر الأردن، وأن تقوم بتفكيك الجماعات الإرهابية. من أقوى مطالب إسرائيل أن يعلن عرفات انتهاء الصراع، ولا يقدم أي مطالب أخرى. كما أرادت إسرائيل أن يتقاسم الجانبان الموارد المائية في الضفة الغربية وأن تظل تحت الإدارة الإسرائيلية.